# Phlogotettix cyclops
Phlogotettix cyclops är en insektsart som beskrevs av Étienne Mulsant och Claudius Rey 1855. Phlogotettix cyclops ingår i släktet Phlogotettix och familjen dvärgstritar. Inga underarter finns listade i Catalogue of Life.